# L'equivoco stravagante
L'equivoco stravagante és una òpera en dos actes composta per Gioachino Rossini sobre un llibret en italià de Gaetano Gasbarri. S'estrenà al Teatro del Corso de Bolonya el 26 d'octubre de 1811. Combina elements de la comèdia buffa, els colors d'una pastoral i la intriga romàntica, va ser la segona òpera estrenada de Rossini i la primera amb dos actes.
Un enamorat sense diners, Ermano, aconsegueix desplaçar al seu rival, el ric i fatu Buralicchio, convencent-lo que la jove a qui tots dos pretenen, la bella Ernestina, és en realitat un eunuc disfressat de dona.

## Origen i context

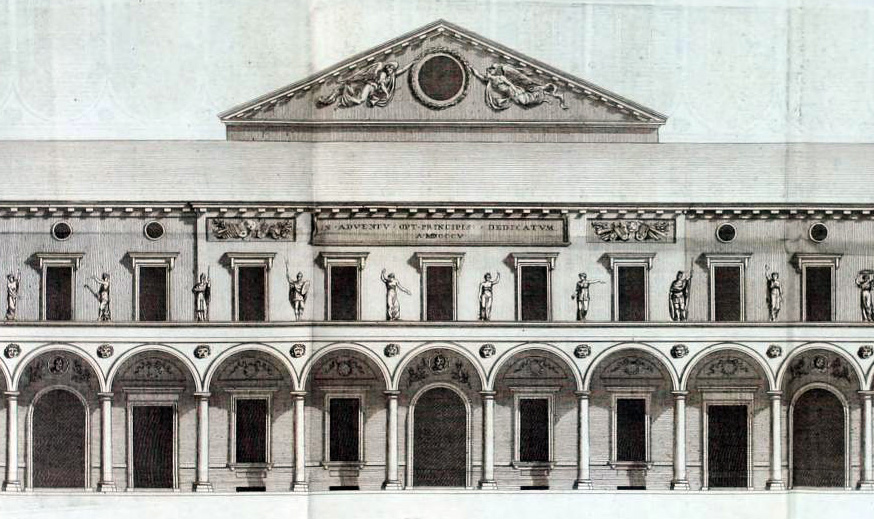
Teatro del Corso a Bolonya, 1805

Rossini fou contractat pel Teatro del Corso de Bolonya per a la temporada de tardor de 1811 com a professor de clavicordi. Quan Rossini va estrenar L'equivoco stravagante, construït sobre un llibret mediocre, tenia dinou anys i només comptava amb l'experiència d'haver triomfat a Venècia amb la seva primera òpera, la farsa en un acte La cambiale di matrimonio. No obstant això, l'atenció que va merèixer aquell dramma giocoso a la ciutat adoptiva del compositor de Pesaro, no es va deure a la qualitat de la seva música sinó a l'estranyesa del text redactat per Gaetano Gasbarri, que va indignar cert públic benpensant de l'època davant les situacions plasmades a l'escenari, una d'elles massa cridanera.
L'obra és una part de sàtira social i una part d'opera buffa. Per a un compositor de dinou anys, L'Equivoco stravagante és una peça molt ambiciosa, que demostra que Rossini estava disposat a canviar les convencions acceptades. Reduint solos i recitatius secco, va barrejar elements per donar més protagonisme al conjunt que esdevindria el segell distintiu de la seva obra. La música de Rossini es va fer en qüestió de setmanes. Tot i que el llibret de Gaetano Gasbarri no és el més brillant que s'enfrontarà mai el compositor, està ple de cites i inspiracions. El més evident és Molière, Gamberotto inevitablement fa pensar en Le bourgeois gentilhomme, i Ernestina serà un exemple perfecte de Les Précieuses ridicules.

## Representacions

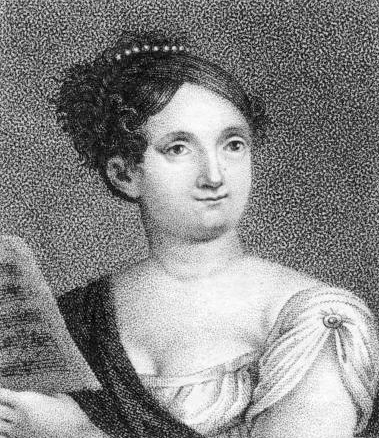
Marietta Marcolini, creadora d'Ernestina

L'equivoco stravagante es va estrenar el 26 d'octubre de 1811 al teatre de la ciutat natal de Rossini. Malgrat l'èxit de l'estrena, es van demanar bisos de diverses àries i Rossini va haver de sortir a saludar, tan sols es van realitzar tres representacions, ja que els divertits i escabrosos equívocs provocats per la falsa convicció de tots que la protagonista femenina era un castrat, varen acabar la paciència, mai excessiva, dels censors, que la van prohibir.
Per tal de fer-ne ús i evitar-ne l'oblit, com era habitual entre els compositors, Rossini va incloure diverses idees o seccions senceres en algunes de les seves òperes posteriors, com ara La pietra del paragone el 1812. Altres autors opinen que l'òpera no va tenir continuació en la seva estrena a causa de la mateixa trama, poc adequada als gustos i costums de l'època.
La primadonna de l'estrena, que cantava el paper d'Ernestina, fou Maria Marcolini, una jove esvelta amb cabells rossos, amb una magnífica presència escènica -especialment en el seu rol de "travesti"-, una contralto de coloratura amb una àmplia gamma, i examant del germà de Napoleó, Lucien Bonaparte. Maria estava a punt de caure en els braços de Rossini i aquest dels seus. Encara que L'equivoco fos prohibida, Rossini va continuar a Bolonya per dirigir un cert nombre d'òperes. Durant l'assaig general de Trionfo di Quinto Fabio de Domenico Puccini (avi del famós Puccini) va esclatar una disputa amb el cor sobre una ària que Rossini va compondre per la Marcolini, fent una entrada espectacular des de la llotja muntant un cavall en l'escena final. La disputa va arribar a les mans i fins i tot Rossini va acabar a la presó. Aquest fou un dels motius pels quals el compositor va tornar a Venècia, on pel carnaval de l'any següent estrenaria L'inganno felice.
Tot i així, després de l'estrena, L'equivoco era poc coneguda. Es va sentir a Trieste el 1825, però la trama va canviar, i després va romandre en un anònim increïblement sagnant fins al 1964 a Siena (molt canviada) i després el 1974, quan es va tractar, més seriosament, per la RAI a Nàpols. RAI amb Sesto Bruscantini, Rolando Panerai, Elena Zilio i Margherita Guglielmi, dirigits per Bruno Rigacci.
A partir de l'any 2000, l'obra va experimentar un renaixement amb la possibilitat d'incloure's al repertori de Bolonya, Bad Wildbad (amb Alberto Zedda) i sens dubte al Rossini Opera Festival, que va participar en la producció d'Emilio Sagi el 2002. L'òpera va ser produïda per primera vegada el gener de 2004 per la Bronx Opera House als EUA (traduïda a l'anglès com The Bizarre Deception).

## Argument
Itàlia, principis del segle xix. L'acció transcorre en un antic castell propietat del nou ric Gamberotto, i tracta de la trama ordida pels criats de Gamberotto per impedir les noces de la seva filla Ernestina amb el babau Buralicchio, elegit pel seu pare, i aconseguir que es casi amb Ermanno, el jove preceptor i professor de filosofia de la jove. Per a això llancen la mentida que Ernestina és en realitat un castrat, que es fa passar per dona per deslliurar-se de l'exèrcit, produint escenes molt divertides per part de Buralicchio, que es convenç de l'autenticitat de l'enredada. Finalment, tot s'aclareix en un final feliç per als joves enamorats.

## Estructura
- Simfonia

Acte I
- 1 Introducció:
  - Trio Si cela in quelle mura (Ermanno, Frontino, Rosalia)
  - Cor Allegri, compagnoni
  - Cavatina Mentre stavo a testa ritta (Gamberotto)
  - Stretta Se mi destina un tanto onore (Gamberotto, Ermanno, Frontino, Rosalia)
- 2 Cavatina Occhietti miei vezzosi (Buralicchio)
- 3 Duet Ah, vieni al mio seno
- 4 Cor i cavatina Oh come tacita - Nel cuor un vuoto io provo (Ernestina)
- 5 Cor Andrem, vedrem
- 6 Quartet Ti presento a un tempo istesso (Gamberotto, Ernestina, Ermanno, Buralicchio)
- 7 Ària Parla, favella, e poi (Gamberotto)
- 8 Ària Quel furbarel d'amore (Rosalia)
- 9 Duet Sì, trovar potrete un altro (Ermanno, Ermanno)
- 10 Final I
  - Tercet Volgi le amabili (Gamberotto, Buralicchio, Ernestina)
  - Quartet Che vedo, oh stelle! (Ermanno, Frontino, Rosalia, Ernestina)
  - Stretta Alme infide! (Buralicchio, Gamberotto, Ermanno, Ernestina, Rosalia, Frontino, Cor)

Acte II
- 11 Introducció Perché sossopra (Cor, Frontino)
- 12 Ària Vedrai fra poco nascere (Frontino)
- 13 Duet Vieni pur, a me t'accosta (Ernestina, Buralicchio)
- 14 Recitatiu i Ària E mi lascia così? - Sento da mille furie (Ermanno)
- 15 Quintet Speme soave (Ernestina, Ermanno, Rosalia, Gamberotto, Buralicchio, Cor)
- 16 Ària Il mio germe (Gamberotto)
- 17 Cavatina D'un tenero ardore (Ermanno)
- 18 Escena i rondó amb cor Il periglio passò - Se per te lieta torno - Vicina al termine (Ernestina, Cor)
- 19 Final Scapperò, questo mi pare (Buralicchio, Frontino, Gamberotto, Ermanno, Ernestina, Cor)[11]

## Anàlisi musical
La figura de Rossini està molt unida a la ciutat de Venècia, especialment en els seus anys de joventut. Aquí va ser on va estrenar la seva primera òpera, La cambiale di matrimonio, i aquí va ser on va estrenar unes quantes de les seves anomenades farses abans de triomfar definitivament amb Tancredi. L'inganno felice és la tercera de les seves òperes -en ordre d'estrena- i segueix a una altra farsa, que és L'equivoco stravagante, aquesta estrenada a Bolonya.
Rossini va utilitzar més tard algunes de les que va considerar millors peces d'aquesta òpera per a construir altres partitures, seguint un costum que era molt general fins al Romanticisme. El començament del duo de Buralicchio i Ernestina de l'acte II és molt semblant al començament de l'ària de Batone a L'inganno felice. En certs moments de l'ària de Gamberotto de l'acte I la música s'assembla al duo de Germano i Giulia de La scala di seta. El quintet d'Ernestina, Ermanno, Rosalia, Gamberotto i Buralicchio de l'acte II és similar al de Clarice, Giocondo, Aspasia, Macrobi i el Conde d'aquest mateix acte a La pietra del paragone. Cal notar a més que la distribució vocal és la mateixa (dos mezzos, un tenor i dos barítons). També guarden certa similitud els finals de l'acte I de tots dos títols. Els rondós d'Ernestina i Clarice en l'acte II de tots dos títols són semblants. De la mateixa manera, la melodia del tercet entre Ernestina, Buralicchio i Gamberotto al final de l'acte I de L'equivoco és similar al final de l'acte II de La pietra, guardant també força similitud amb el final de Torvaldo e Dorliska. El començament del cor amb què comença l'acte II és similar al cor amb el qual comença l'escena del banquet de Ciro in Babilonia i al cor amb el qual comença el final I de Tancredi.
D'altra banda, també hi va incloure alguna peça anterior, com l'elegant, graciosa i molt breu obertura, amb tots els detalls i elements de la típica obertura rossiniana, incloent un petit crescendo, peça que havia sigut un exercici escolar titulat Sinfonia a più strumenti, composta el 1809 al Liceo Musicale de Bolonya.

## Enregistraments
| Any  | Cast: Gamberotto, Ernestina, Buralicchio, Ermanno                          | Director, Teatre d'òpera i orquestra                                                                       | Segell                                                                   |
| ---- | -------------------------------------------------------------------------- | --- | ------------------------------------------------------------------------ |
| 1974 | Sesto Bruscantini, Margherita Guglielmi, Rolando Panerai, Giuseppe Baratti | Bruno Rigacci, Orquestra de la RAI, Nàpols (Enregistrament d'una emissió del 8 de gener de 1974)           | Àudio CD: Bongiovanni "The Golden Age of Opera" series, Cat: GOA 154-155 |
| 2001 | Marco di Felice, Petia Petrova, Marco Vinco, Vito Martino                  | Alberto Zedda, Czech Chamber Soloists and Chorus                                                           | Àudio CD: Naxos Opera Classics Cat: 8.660087-88                          |
| 2008 | Bruno de Simone, Marina Prudenskaja, Marco Vinco, Dmitry Korchak           | Umbero Benedetti Michelangeli, Orchestra Haydn di Bolzano e Trento (Enregistrat al Rossini Opera Festival) | DVD: Dynamic Cat: 33610                                                  |